# Ennsdorf
Ennsdorf osztrák község Alsó-Ausztria Amstetteni járásában. 2023 januárjában 3238 lakosa volt. 

## Elhelyezkedése

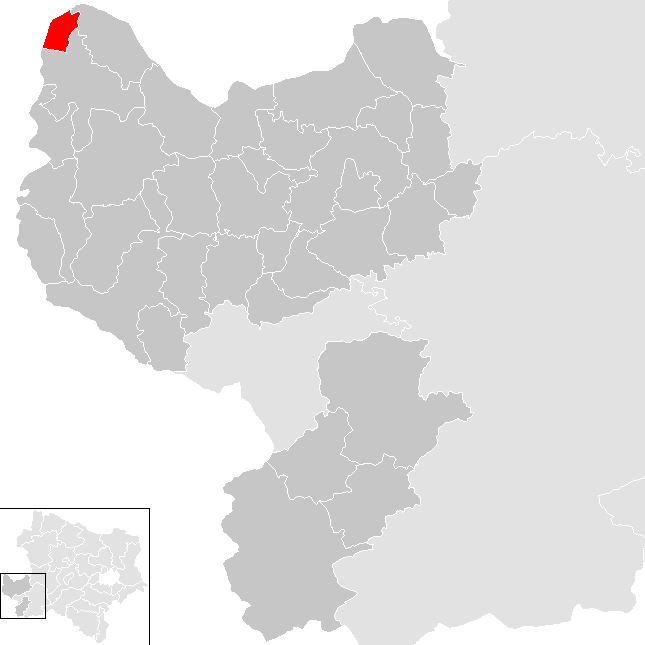
Ennsdorf az Amstetteni járásban

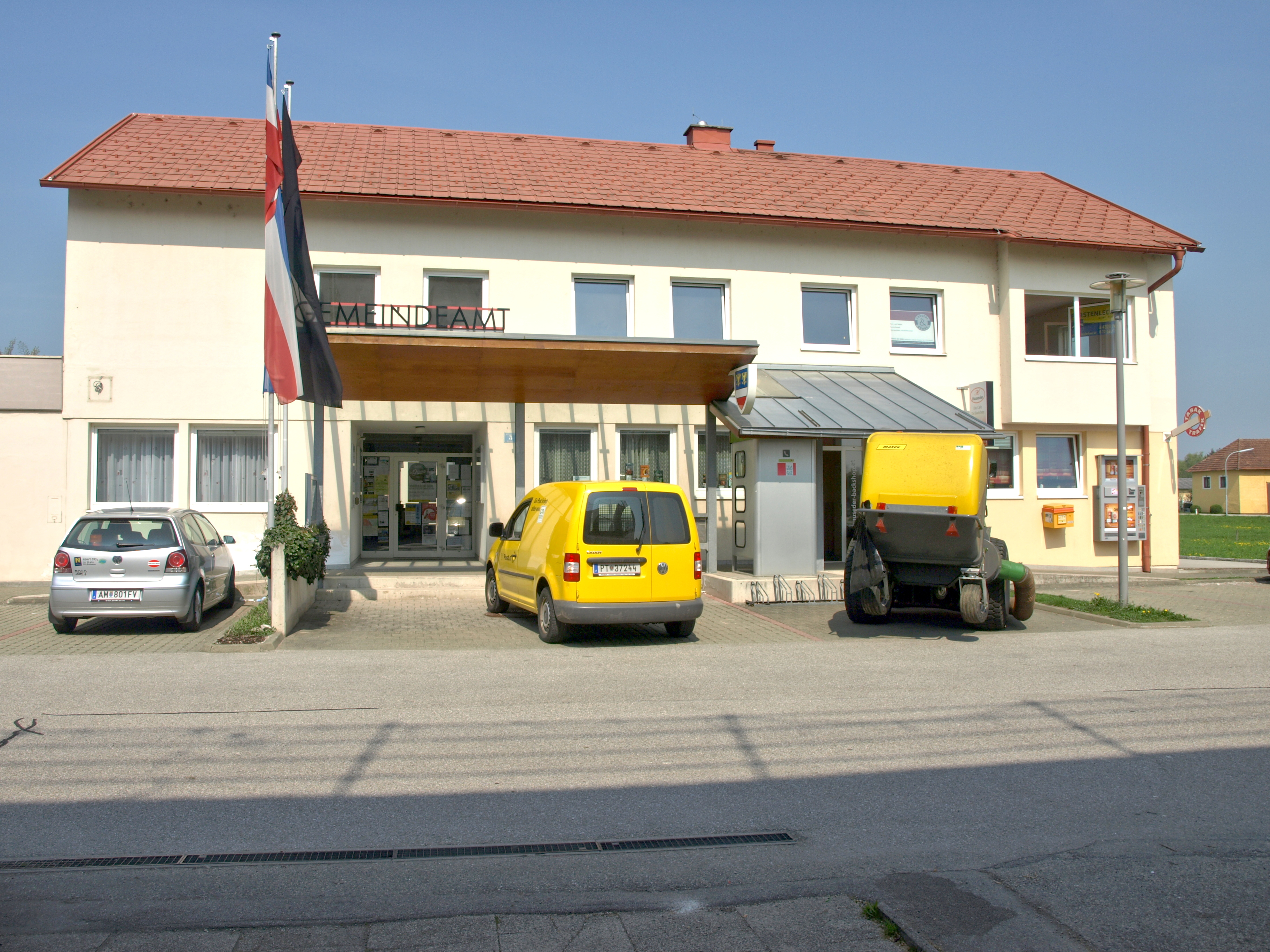
A községháza

Ennsdorf a tartomány Mostviertel régiójában fekszik az Enns torkolatánál, a folyó jobb partján. Területének 10,5%-a erdő, 48,2% áll mezőgazdasági művelés alatt. Az önkormányzat egyetlen településből és katasztrális községből áll, településrészei Ennsdorf és Windpassing.
A környező önkormányzatok: keletre Sankt Pantaleon-Erla, délre Sankt Valentin, északnyugatra Enns (Felső-Ausztria).

## Története
Ennsdorfot 1244-ben említik először. A település gazdasági szempontból mindig is a folyó túloldalán, Felső-Ausztriában fekvő Enns városához kötődött, de a folyó mentén húzódó tartományi határ miatt temploma St. Valentin egyházközsége alá tartozott. II. József 1779-es egyházrendeletét követően átkerült Enns egyházközségéhez, így az a furcsa helyzet állt elő, hogy az ennsdorfiak temploma és temetője egy másik tartományban van. 
Az osztrák örökösödési háborúban osztrák huszárok az Enns hídjánál próbáltak feltartóztatni kétezer franciát, akik azonban megfutamították őket és a falut kifosztották. 1838-ban Ennsdorfban 55 házat számláltak össze, melyben 80 család lakott. A jószágállományt 70 ló, 9 ökör, 181 tehén, 90 birka és 140 disznó alkotta. Ugyanekkor Windpassing 17 házból állt 21 családdal. 1882-ben Ennsdorf közigazgatásilag is elszakadt St. Valentintől és megalakult önálló községe, de polgármesteri hivatalt, iskolát, óvodát, postahivatalt, rendőrséget csak a 20. század elején kapott. A későbbiekben a postahivatalt bezárták, rendőrségét St. Valentinba helyezték át. A lakosság elutasítja a St. Valentinnal való újraegyesülést, Ennshez viszont a tartományi határ miatt nem tud csatlakozni. Saját temploma és temetője ma sincs. 
A második világháborúban Ennsdorfot is bombázták a St. Valentinben lévő tankgyártó üzemet, a Nibelungwerket támadó repülőgépek. A háború végén, 1945 áprilisában a keleti védvonalat építő magyar zsidó kényszermunkások Mauthausenbe tartó halálmenete haladt át Ennsdorfon. Közülük 33-at itt lőttek agyon és tömegsírba temették őket. A háború után az Enns volt az amerikai és szovjet megszállási zónák határa, az ennsdorfi hídnál a szovjet hatóságok egyik legfontosabb ellenőrzési pontja működött. A 20. század közepétől, a kikötő kibővítését és ipari park létesítését követően a község gazdasága jelentős fejlődésen ment keresztül. 

## Lakosság
Az ennsdorfi önkormányzat területén 2023 januárjában 3238 fő élt. A lakosságszám 1951 óta dinamikusan növekszik. 2020-ban az ittlakók 88,6%-a volt osztrák állampolgár; a külföldiek közül 1,2% a régi (2004 előtti), 5,5% az új EU-tagállamokból érkezett. 3,6% az egykori Jugoszlávia (Szlovénia és Horvátország nélkül) vagy Törökország, 1,1% egyéb országok polgára volt. 2001-ben a lakosok 79,8%-a római katolikusnak, 2,2% evangélikusnak, 1,6% ortodoxnak, 5,8% mohamedánnak, 9,1% pedig felekezeten kívülinek vallotta magát. Ugyanekkor 8 magyar élt a községben; a legnagyobb nemzetiségi csoportokat a németeken kívül (90,2%) a törökök (2,9%), a bosnyákok (1,9%) és a horvátok (1%) alkották.
A népesség változása:

| 2016 | 2 983 |
| 2018 | 3 031 |

## Látnivalók

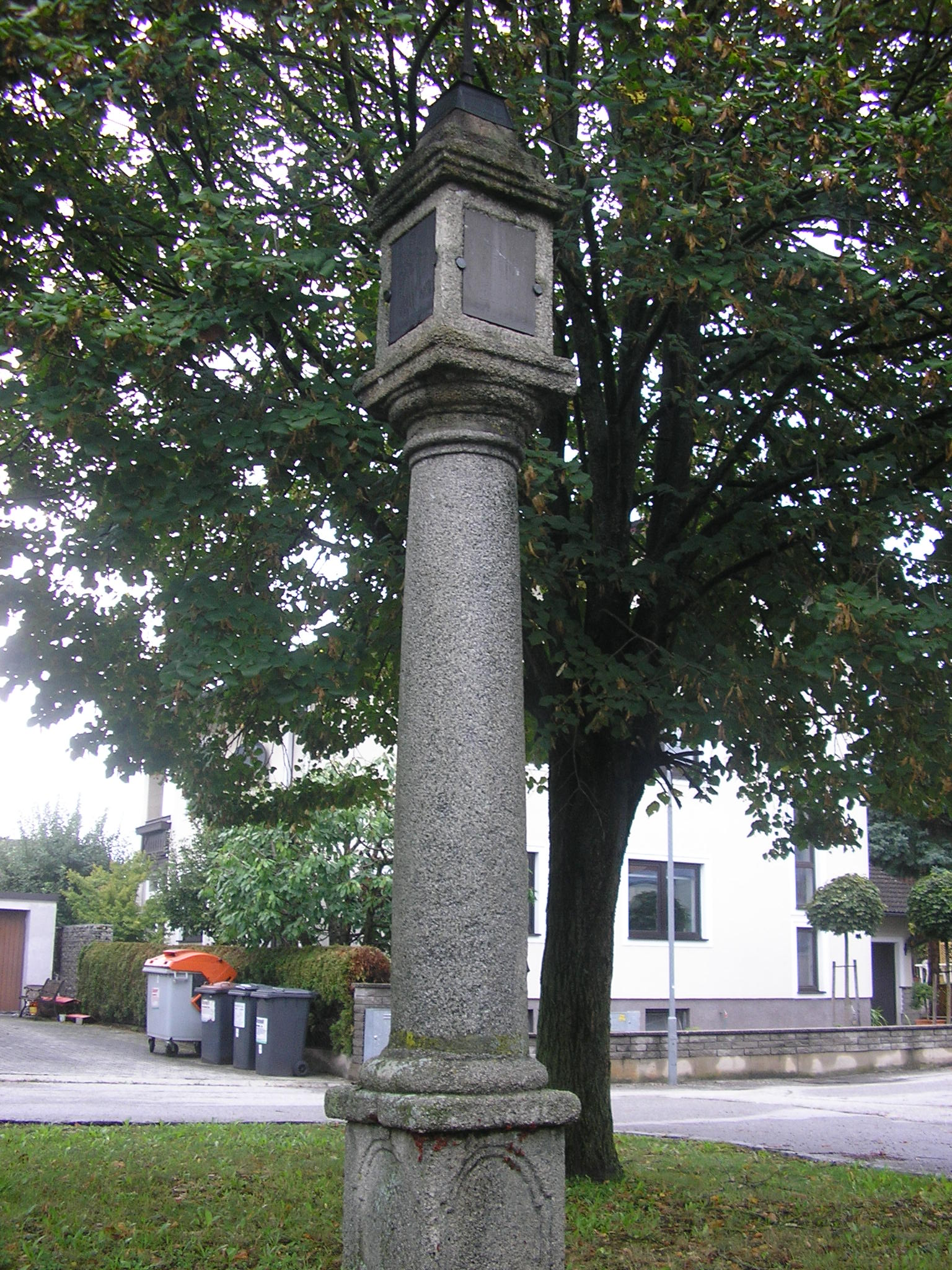
A középkori vesztőhely

- a középkori vesztőhelyet jelző 18. századi emlékoszlop
- bronzkori halomsírok

## Testvértelepülések
- Enns (Ausztria)

## Fordítás
- Ez a szócikk részben vagy egészben  az   Ennsdorf című német Wikipédia-szócikk ezen változatának fordításán alapul.  Az eredeti cikk szerkesztőit annak laptörténete sorolja fel. Ez a jelzés csupán a megfogalmazás eredetét és a szerzői jogokat jelzi, nem szolgál a cikkben szereplő információk forrásmegjelöléseként.